# Павлович, Александр Юрьевич
Алекса́ндр Ю́рьевич Павло́вич (бел. Аляксандр Юр'евіч Паўловіч; 12 июля 1988, Гродно) — белорусский хоккеист, правый нападающий. Воспитанник гродненского хоккея. В настоящее время является игроком "Юность-Минск".
Александр Павлович начал свою профессиональную карьеру в 2007 году в составе родного клуба белорусской Экстралиги «Неман», выступая до этого за его фарм-клуб, а также вторую команду минского «Керамина». После пары сезонов, в которых Александр имел довольно немного игрового времени, сезон 2009/10 стал очень успешным для игрока — в 53 матчах он набрал 38 (20+18) очков, после чего принял контрактное предложение солигорского «Шахтёра». В сезоне 2010/11 Павлович набрал 42 (18+24) очка в 46 проведённых матчах.
Летом 2011 года Александр, несмотря на сложные переговоры между клубами, заключил соглашение с минским «Динамо». 12 сентября в матче против омского «Авангарда» Павлович дебютировал в Континентальной хоккейной лиге, сразу же отметившись результативной передачей. 24 декабря в игре с петербургским СКА Александр забросил свою первую шайбу в лиге. Всего в сезоне 2011/12 Павлович провёл на площадке 37 матчей, в которых сумел набрать 5 (2+3) очков, вслед за чем руководство минского клуба приняло решение подписать с игроком новый двухсторонний контракт сроком на два года. В 2012 году Александру присвоено звание "Мастер спорта". Сезон 2012/2013 получился не очень удачным, большую часть его Александр провел за представителя Беларуси в ВХЛ и фарм-клуб "Динамо" минскую "Юность". В сезоне 2014/2015 игрока настигла череда серьезных травм из-за чего нападающий провел за свой клуб всего 22 игры. Однако в конце сезона набрал форму и получил репутацию одного из лучших игроков лиги в меньшинстве. По окончании сезона Александру был предложен новый контракт с клубом. Сезон 2015/16 стал для нападающего еще более успешным в КХЛ: он забросил пять шайб, отдал четыре результативные передачи и подтвердил репутацию одного из лучших игроков команды и лиги в меньшинстве. Логичным продолжением стала пролонгация контракта с «Динамо» на 2 года. В сезоне 2016/2017 Александр забил 10 шайб (+ 1 шайба в плей-офф) и сделал 10 результативных передач. Нападающий вошел в ТОП-5 снайперов команды и стал одним из лидеров Динамо. В сезоне 2017/2018 нападающий был назначен капитаном команды и набрал за сезон 7 + 6 результативных баллов. В чемпионате 2018/2019 Александр получил серьезную травму нижней части тела, перенес операцию и пропустил вторую половину сезона, набрал за 30 игр 1 + 7 результативных балов и восстановился только к началу следующего сезона.
13 октября подписал контракт с ХК "Юность".

### Международная
В составе сборной Белоруссии Александр Павлович принял участие в международном турнире «WORLD JUNIOR A CHALLENGE» (Канада), где в 4-х играх набрал 0+1 очка, а также молодёжном U-20 чемпионате мира в первом дивизионе 2008 года, набрал 2 (1+1) очка в 5 матчах. На "Кубке Полесья" в 2010 году Александр успешно выступил за национальную сборную и был признан "Лучшим нападающим" турнира (2 игры, 2+2, +3). В этом же году в составе сборной игрок стал победителем международного турнира «AROSA CHALLENGE». В 2011 году нападающий дебютировал в XXV всемирной зимней универсиаде в турецком Эрзуруме, где вместе с командой Беларуси завоевал серебряную медаль, набрав 4 (2+2) очка в 4-х матчах при коэффициенте полезности +4. В этом же году Александр дебютировал в составе национальной сборной Беларуси на чемпионате мира 2011 года. На ЧМ-2016 в российском Санкт-Петербурге игрок провел за национальную сборную 7 встреч и сделал результативную передачу. ЧМ-2017 в Париже стал для нападающего самым успешным. В 7 играх Александр забил 4 гола и сделал 2 результативные передачи, признавался организаторами лучшим игроком матча и лучшим игроком команды по итогам турнира. На ЧМ-2018 нападающий был назначен капитаном национальной сборной Беларуси, провел 7 игр, забил 2 шайбы и сделал результативную передачу. Следующий ЧМ-2019 игрок пропустил из-за травмы.

## Статистика
| Легенда | Легенда                    | Легенда | Легенда                   | Легенда | Легенда    |
| ------- | -------------------------- | ------- | ------------------------- | ------- | ---------- |
| И       | Количество проведённых игр | Штр     | Штрафное время            | +/−     | Плюс-минус |
| Г       | Голы                       | П       | Голевые передачи          | О       | Очки       |
| -       | Статистика неизвестна      | —       | Статистика не учитывалась |         |            |

### Клубная карьера
- a В этом сезоне в «Плей-офф» учитывается статистика игрока в Кубке Надежды.

### Международная
| Турнир                                       | Место | Игр | Г | П | Очк | +/- | Штр |
| -------------------------------------------- | ----- | --- | - | - | --- | --- | --- |
| World Junior A Challenge                     | 5     | 4   | 0 | 1 | 1   | +1  | 8   |
| МЧМ-2007 (Д1)                                | 2     | 5   | 1 | 1 | 2   | +1  | 8   |
| Arosa Challenge-2010                         | 1     | 2   | 0 | 0 | 0   | 0   | 2   |
| XXV зимняя Универсиада                       | 2     | 4   | 2 | 2 | 4   | +4  | -   |
| ЧМ-2011                                      | 14    | 5   | 0 | 0 | 0   | -3  | 0   |
| ЧМ-2016                                      | 12    | 7   | 0 | 1 | 1   | 0   | 0   |
| ЧМ-2017                                      | 13    | 7   | 4 | 2 | 6   | +3  | 4   |
| ЧМ-2018                                      | 15    | 7   | 2 | 1 | 3   | -9  | 8   |
| Всего за национальную сборную Беларуси на ЧМ | -     | 26  | 6 | 4 | 10  | -9  | 12  |